# Islom Inomov
Islom Inomov (Angren, RSS de Uzbekistán; 30 de mayo de 1984) es un exfutbolista de Uzbekistán que jugaba en la posición de defensa.

## Carrera

### Club
| Periodo   | Club                  |
| --------- | --------------------- |
| 2001      | Semurg Angren         |
| 2001-2003 | FK Buxoro             |
| 2004      | Pakhtakor Tashkent    |
| 2005      | Navbahor Namangan     |
| 2005–2006 | FC Lokomotivi Tbilisi |
| 2006–2009 | Pakhtakor Tashkent    |
| 2009–2010 | FK Andijan            |
| 2010      | Nasaf Qarshi          |
| 2010      | Liaoning Whowin       |
| 2011      | FC Bunyodkor          |
| 2012–2013 | Lokomotiv Tashkent    |
| 2014      | FC Bunyodkor          |
| 2015      | Olmaliq FK            |

### Selección nacional
Jugó para Uzbekistán en 37 ocasiones de 2004 a 2013 y anotó dos goles; participó en dos ediciones de la Copa Asiática y en los Juegos Asiáticos de 2006.

## Logros
- Uzbek League (4): 2004, 2006, 2007, 2011
- Uzbek Cup (4): 2004, 2006, 2007, 2008

## Estadísticas

### Goles con selección nacional
| #  | Fecha      | Sede           | Rival        | Marcador | Resultado | Torneo                                               |
| -- | ---------- | -------------- | ------------ | -------- | --------- | ---------------------------------------------------- |
| 1. | 28-10-2007 | Taipéi, Taiwán | China Taipéi | 1–0      | 3–0       | Clasificación para la Copa Mundial de Fútbol de 2010 |
| 2. | 22-3-2008  | Taskent        | Jordania     | 2–0      | 4–1       | Amistoso                                             |